# (4547) Massachusetts
(4547) Massachusetts es un asteroide perteneciente al cinturón de asteroides, descubierto el 16 de mayo de 1990 por Kin Endate y el también astrónomo Kazuro Watanabe desde la JCPM Sapporo Station, Sapporo, Japón.

## Designación y nombre
Designado provisionalmente como 1990 KP. Fue nombrado Massachusetts en homenaje al estado de Massachusetts en Estados Unidos donde se encuentra el Centro de Planetas Menores. Desde el 7 de febrero de 1990 Hokkaido y Massachusetts son ciudades hermanadas.

## Características orbitales
Massachusetts está situado a una distancia media del Sol de 2,612 ua, pudiendo alejarse hasta 2,795 ua y acercarse hasta 2,430 ua. Su excentricidad es 0,069 y la inclinación orbital 18,01 grados. Emplea 1542 días en completar una órbita alrededor del Sol.

## Características físicas
La magnitud absoluta de Massachusetts es 11,7. Tiene 33,036 km de diámetro y su albedo se estima en 0,039. Está asignado al tipo espectral X según la clasificación SMASSII.